# Atentados em Mumbai em 2011

Um cartaz "procurado" com os 2 principais suspeitos por trás dos ataques.

Os atentados de Mumbai de 2011, também conhecidos como 13/7, foram uma série de três explosões coordenadas de bombas em diferentes locais em Mumbai, Índia, em 13 de julho de 2011 entre 18h54 e 19h06 IST. As explosões ocorreram na Opera House, no Zaveri Bazaar e nas localidades de Dadar West, deixando 26 mortos e 130 feridos. Acredita-se que os mujahideen indianos tenham realizado o ataque com o envolvimento pessoal de seu cofundador Yasin Bhatkal.